# Windows Media
Windows Media é o software da Microsoft que reproduz arquivos e discos de áudio e vídeo. Desde o Windows Me, vem instalado por padrão.